# 기아야 멈춰라

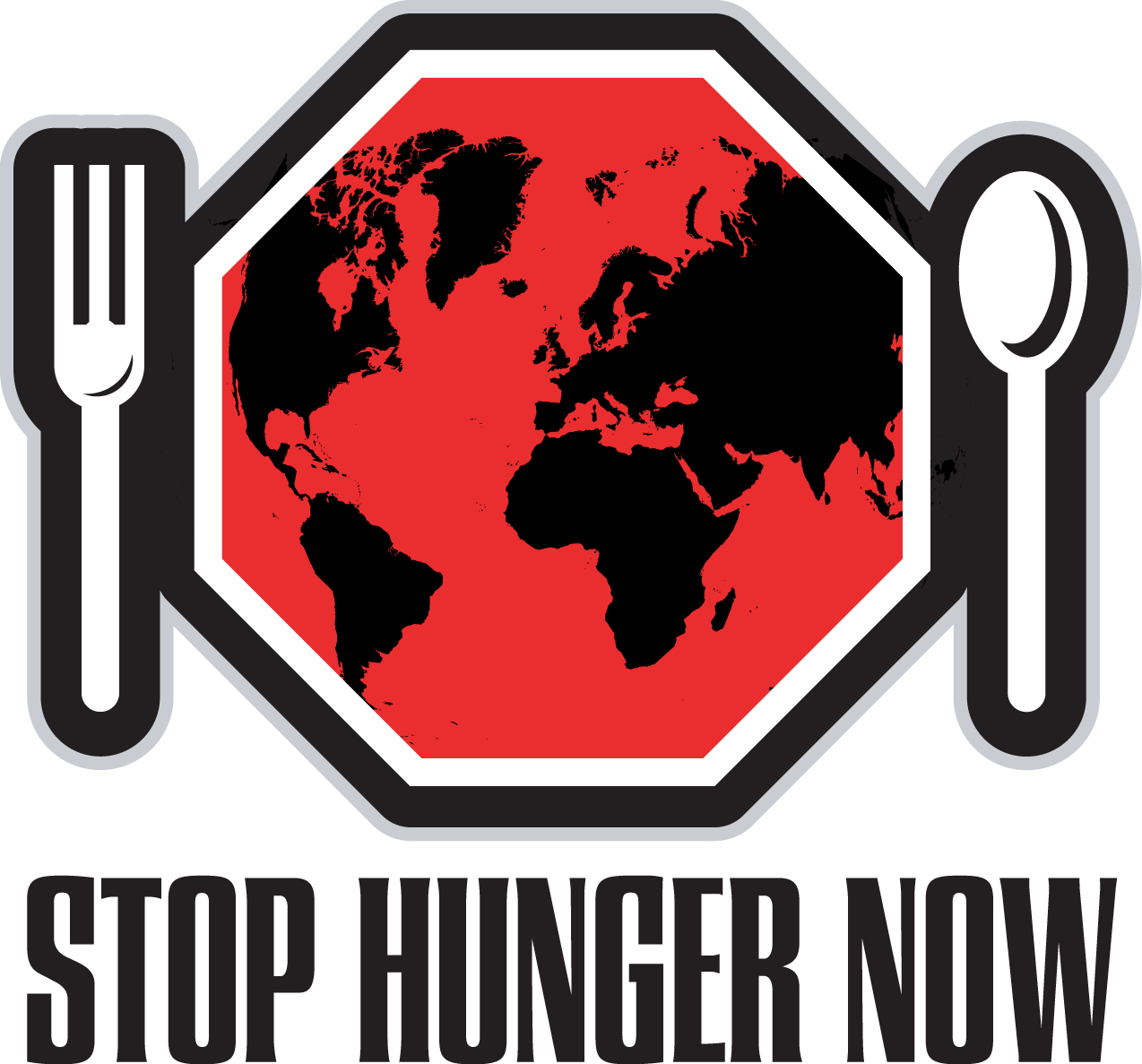
설립 : 1998, 합법적 상태 : 501(c)(3), 본부 : Raleigh, North Carolina, United States, 지역 : 65개국, 웹사이트 : stophungernow.org

《기아야 멈춰라》(영어: Stop Hunger Now)는 개발도상국 사람들에게 식량과 생명에 필요한 보급품들을 모으고 분배해주는 국제적 기아 완화 비영리 단체이다. 1998년에 설립되었고, 150,000,000분의 식량을 450,000명의 자원봉사자들을 동원하여. 65개국에 보급하는 그런 역할을 하였다.

## 역사
기아야 멈춰라는 지역 자원봉사자들을 동원하여 글로벌 기아를 끝내는 것을 추구하는 국제 기아 완화 대리 기구이다. 이 기구는 1998년에 형성되었으며 2005년에 식사 패키지를 시작하였다. 이 기구의 사명은 이렇게 명시되어있다: “우리의 일생 기간 동안 기아를 끝내기 위해서는 세상에서 가장 취약한 이들에게 필요한 자원들을 공급해주는 글로벌 위원회를 창립해내면서 생계 유지용 식량과 물품들을 그들에게 공급하자”이다.

## 식량 패키지 프로그램
모임 과정에서 23가지의 필수 비타민과 미네랄이 포함되어 있는 Heinz Micronutrient Campaign에 의해 형성된 맛이 나는 혼합물과 쌀, 대두, 탈수된 채소들을 혼합시켰다. 식사는 29센트였다. 식량은 2년의 유통기한이 있다.
기아야 멈춰라는 70%이상의 식량을 변화하는 발전 프로그램 지지에 제공하였는데, 대표적 예로는 학교 점심, 직업 트레이닝, 어린 아이들 성장 프로그램, 고아원과 메디컬 클리닉 같은 프로그램 등이다. 수익자들이 교육, 기술 발전, 건강 검진, 또한 필수 영양소를 받으므로 서 수익자들은 가난의 대물림을 깰 수 있는 그러한 기회를 부여 받는데 이와 같은 프로그램들과 일하는 것이 삶을 증진 시키는데 도움을 준다.

## 재난의 완화
기아야 멈춰라는 자연 재해, 분쟁과 기근 같은 위기 상황에 대응하기 위해서 매년 예정된 식사량의 10%를 저장한다. 공식 기아라 멈춰라는 2010년 아이티 지진, 2011 일본 쓰나미, 하이얀 태풍, 중앙 아프리카 분쟁, 시리아 분쟁과 남수단 분쟁을 자연재해 목록에 포함시켰다.

## 파트너
전 세계의 기아야 멈춰라와 같이 위치하고 물품 분배하는데 도움을 주는 기구들은 다음과 같다:
| - Abundant Harvest Gardens - Alice Orphanage and Women - Alliance to End Hunger - Amigos Internacionales - Bahati Community Center, Kenya - Breedlove - Carolina for Kibera - Children of Vietnam - CitiHope International - Colegio Hope - Convoy of Hope - Emkweltmission Children Projects, Liberia - Food for the Hungry, Inc. | - Food for the Poor - Foods Resource Bank - Gleaning for the World - Haiti Outreach Ministries - Haiti Vision - Hope Enterprises - Iglesia Cristiana Bethel - Mexico - InterAction - International Aid, Inc. - International Food Bank - Islamic Relief Agency - MAP International - Mercy & Sharing | - Middle East Council of Churches - Professionals Incorporated - Reach Now International - Rotarians Against Hunger - Rotary International - Save the Children - Safe Passage - UMCOR - Universal Aide Society - Universities Fighting World Hunger - Wisconsin/Nicaragua Partners - Zigbou Missionaries, Liberia |

### 프로그램 수여
기아야 멈춰라는 빈곤에 처해있는 인구에게 식량과 필수품들을 제공하는 진행 중인 프로그램들을 지원하기 위한 재정적 도움을 함으로써 개발도상국의 파트너 기구들을 지지한다. 이 프로그램은 지상에서 일하는 기구들에 의해 기아야 멈춰라가 위기에 즉각 대응할 수 있도록 해준다. 역시나 개발도상 지역의 지역 경제를 돕고 자립심을 키워주는 역할을 한다.